# Lisa Kreuzer
Elizabeth (Lisa) Kreuzer (Hof, Baviera; 2 de diciembre de 1945) es una actriz alemana de cine y televisión que ha participado en más de 120 películas y series de televisión.

## Carrera
Kreuzer protagonizó junto a Dennis Hopper y Bruno Ganz la película El amigo americano (1977), de Wim Wenders, una producción franco-alemana. Durante los años en que Wenders y ella se casaron, también apareció en su trilogía de Road-movie Alicia en las ciudades (1974), The Wrong Move (1975) y Kings of the Road (1976). También participó en Radio On (1979) de Christopher Petit, la cual fue filmada en Reino Unido. Internacionalmente, es conocida por su papel en la serie alemana de Netflix, Dark, donde interpretó a Claudia Tiedemann.
Kreuzer también apareció en la serie Derrick de 1977 a 1990, al menos unas doce veces. 

## Filmografía

### Cine
- Alicia en las ciudades (1974), como Lisa, madre de Alicia.[2]
- The Wrong Move (1975), como Janine
- Kampf um ein Kind (1975, película para TV), como Maria Mandelstam
- Auf Biegen oder Brechen (1976), como Monika
- El amigo americano (1977), como Marianne Zimmermann.[3]
- Radio On (1980), como Ingrid.[4]
- Birgitt Haas Must Be Killed (1981), como Birgitt Haas
- The Wounded Man (1983), como Elisabeth
- Among Wolves (1985), como Carla[5]
- Berlin-Jérusalem (1989), como Else Lasker-Schüler
- Von Gewalt keine Rede (1991, película para TV), como Erika Zielke
- Never Sleep Again (1992), como Rita
- Fähre in den Tod (1996, película para TV), como Caroline
- Die Häupter meiner Lieben (1999)
- Der Schandfleck (1999, película para TV), como Aloisia
- Nicht mit UN's (2000), como Babsi
- Gone Underground (2001, cortometraje)
- Das sündige Mädchen (2001), como Mutter.
- Der Freund von früher (2002),como Katharina.
- Love Crash (2002)[6]
- Brush with Fate (2003, película para TV), como la vieja Magdalena
- de (2008, TV film), como Angelika Ill
- de (2009), como Mrs. Danner
- The Fifth Estate (2013), como mujer de Berlín del Este.
- The Grand Budapest Hotel (2014), como Dama Grande.[7]

### Televisión
- Lobster: Der Einarmige (1976), como Karin Schulke
- Derrick - Temporada 4, Episodio 9: "Inkasso" (1977), como Lena
- Die Dämonen (1977, miniserie), como Marya Timofeevna Lebyadkina
- Derrick - Temporada 5, Episodio 8: "Solo für Margarete" (1978), como Margarete Wenk
- Derrick - Temporada 6, Episodio 4: "Ein unheimliches Haus" (1979), como Annie
- Derrick - Temporada 7, Episodio 4: "Tödliche Sekunden" (1980), como Ina Dommberg
- Derrick - Temporada 7, Episodio 13: "Eine Rechnung geht nicht auf" (1980), como Helene Moldau
- Exil (1981, miniserie), como Erna Redlich
- Derrick - Temporada 8, Episodio 9: "Der Untermieter" (1981), como Gudrun Kaul
- Derrick - Temporada 10, Episodio 5: "Die kleine Ahrens" (1983), como Vera
- Wagner (1983, miniserie), como Friederike Meyer
- Derrick - Temporada 12, Episodio 3: "Raskos Kinder" (1985), como Evelyn Hausner
- Derrick - Temporada 12, Episodio 7: "Ein unheimlicher Abgang" (1985), como Mrs. Meissner
- Lorentz & Söhne (1988), como Silvia Lorentz
- Tassilo (1991), como Mia von Mufflings
- Amico mio (1998), como madre de Ángela
- Ihr Auftrag, Pater Castell (2008–2009), como Franziska Blank
- Die Bergwacht (2009–2010), como Tía María
- Dark (2017–2020), como Claudia Tiedemann